# Mamenchisaurus
Mamenchisaurus („ještěr od potoka Mamen“) byl rod mohutného sauropodního dinosaura žijícího v období pozdní jury na území východní Asie.

## Rozměry
V případě největšího druhu M. sinocanadorum, známého z geologického souvrství Š'-šu-kou, mohlo jít až o 35 metrů dlouhého a kolem 75 tun těžkého sauropodního dinosaura. V roce 2019 odhadl americký badatel Gregory S. Paul podrobným rozborem a zhodnocením dosud využitých metod stanovování objemu a hmotnosti těla různých sauropodů celkovou tělesnou hmotnost tohoto druhu mamenchisaura na 60 až 90 metrických tun, což by z něj činilo jednoho z největších známých dinosaurů vůbec.
Druh M. hochuanensis už byl podstatně menší, dosahoval odhadované délky kolem 20,4 až 26 metrů a hmotnosti přibližně 15 100 kilogramů.

## Rozšíření a druhy

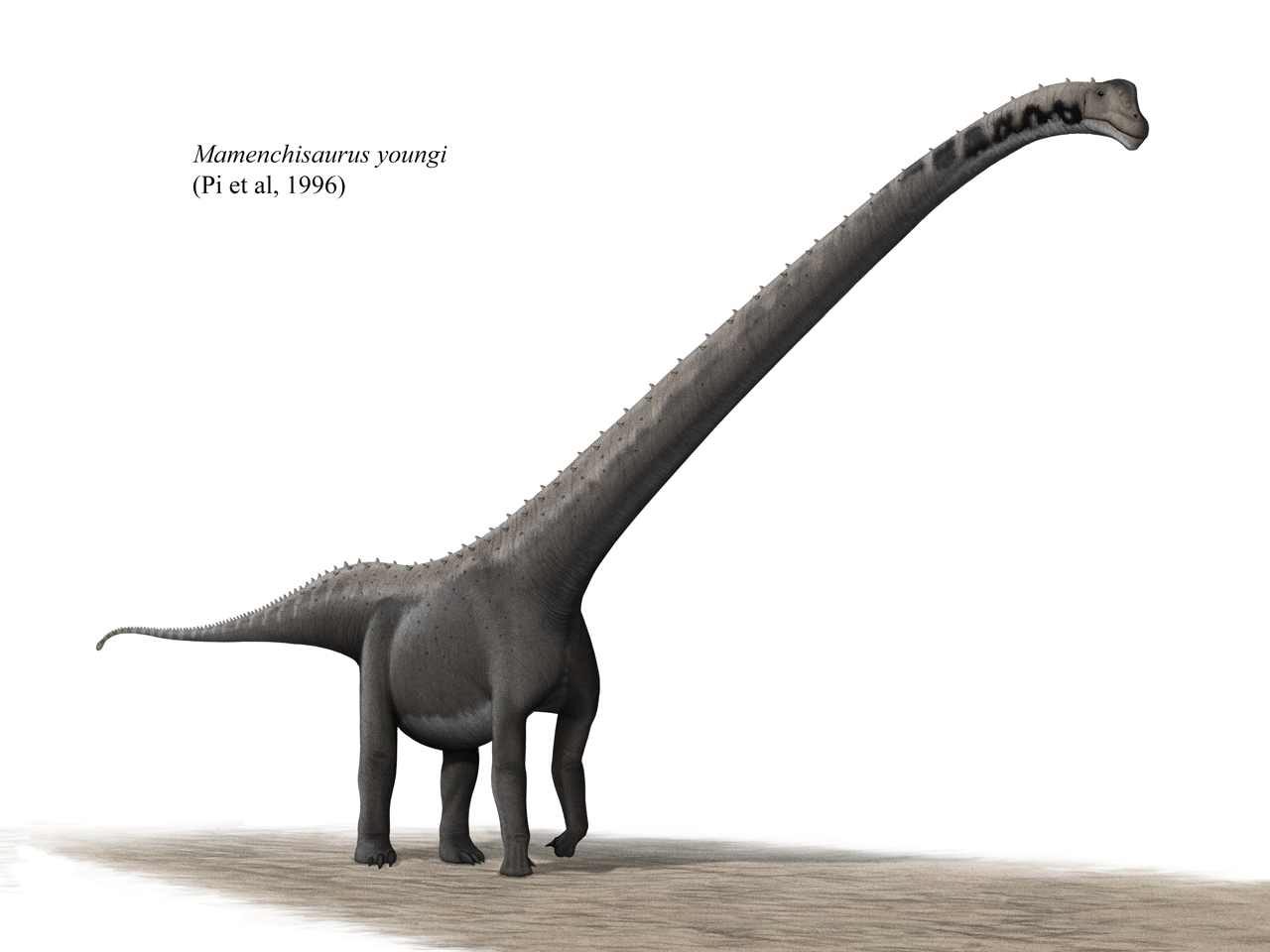
Mamenchisaurus youngi, jeden z rozlišovaných druhů tohoto rodu.

Fosilie tohoto sauropoda byly dosud objeveny na několika místech v Číně (například v proslulém geologickém souvrství Ša-si-miao). V současnosti je rozlišováno až šest různých druhů tohoto rodu, není však jisté, zda jsou všechny validní (vědecky platné). Jasno v tomto směru udělá až detailní revize veškerého dosud objeveného fosilního materiálu.

## Popis
Zajímavostí tohoto druhu je jeho krk, který je nejdelší mezi všemi známými dinosaury (až kolem 17 metrů). Tvořilo jej 19 obratlů a přes svou délku byl relativně lehký. Nejdelší objevené "krční žebro" tohoto dinosaura (druh M. sinocanadorum) měřilo na délku celých 4,2 metru, takže jde možná o nejdelší známou obratlovčí kost vůbec (nikoliv však nejobjemnější nebo nejtěžší). Krk mamenchisaura mohl být asi pětkrát delší než krk současné žirafy.
Revize druhu M. sinocanadorum publikovaná v roce 2023 ukázala, že se s největší pravděpodobností jedná o platný taxon a skutečně jde tedy o samostatný rod a druh obřího sauropodního dinosaura. Délka krku tohoto velkého sauropoda byla odhadnuta až na 15,1 metru. Hmotnost tohoto obřího dinosaura byla zároveň odhadnuta asi na 70 tun.

## Zajímavosti
- Jméno tohoto dinosaura vzniklo vlastně omylem, protože čínský paleontolog "C. C. Young" špatně přepsal název původní lokality objevu Mamingxi jako "Mamenxi".[15][16]
- Fosilie menších pozdně jurských teropodních dinosaurů, jako jsou rody Limusaurus a Guanlong, byly objeveny v přírodních pastech, které je v podobě jakýchsi bahnitých kruhových jezírek kdysi polapily a pohřbily. Paleontologové se domnívají, že příčinou vzniku těchto pastí byly stopy těžkých sauropodů, kteří narušili svojí chůzí přes podmáčenou planinu substrát. Nejpravděpodobnějšími kandidáty jsou přitom právě velcí jedinci mamenchisaurů.[17]

### Česká literatura
- SOCHA, Vladimír (2021). Dinosauři – rekordy a zajímavosti. Nakladatelství Kazda, str. 30.